# Superstrat (Linguistik)
Stratum (lat. stratum, Schicht)
bezeichnet in der Linguistik verschiedene Herkunftsschichten einer Sprache. Man unterscheidet:
- Substrat: Einflüsse von Sprechern, die eine neue Sprache lernen/übernehmen;
- Superstrat: Die neue Sprache, die sich durchsetzt, wie das Englische auf den Britischen Inseln und in den USA und Kanada;
- Adstrat: Einflüsse weiterer Sprachen mit einem gewissen Prestigewert, wie heute das Englische.

## Historische Beispiele
- Zum Ende des Römischen Reiches eroberte der germanische Stamm der Franken die römische Provinz Gallien und setzte sich dort als herrschende Oberschicht fest. Da die römische Kultur für diese Germanen sehr attraktiv war und sie zahlenmäßig gegenüber der Vulgärlatein sprechenden kelto-romanischen Bevölkerung Galliens in der Minderheit waren, gaben sie ihre westfränkische Sprache auf und übernahmen das gallische Vulgärlatein, das sich in der Folge zur altfranzösischen Sprache weiterentwickelte. Eine große Zahl germanischer Wörter kam so ins Vokabular, wodurch das moderne Französisch von den großen romanischen Sprachen diejenige ist, die den größten germanischen Einfluss hat.

- Die römische Provinz Hispanien wurde ebenfalls von einem Germanenstamm erobert, den Westgoten. Sie errichteten dort das Westgotenreich und setzten sich als militärische Oberschicht über die römische Bevölkerung fest. Wie die Franken übernahmen die Westgoten bald die Sprache ihrer Untergebenen, die zwar militärisch besiegt waren. Anders als in Frankreich, währte die Herrschaft der Westgoten nur bis 711 n. Chr., als der Großteil ihres Reiches von den arabischen Mauren erobert wurde. Nur im gebirgigen Norden der iberischen Halbinsel konnten sich kleine christliche Reiche halten, die von einer von Westgoten abstammenden Adelsschicht regiert wurden. Im Süden regierte mehrere Jahrhunderte eine arabische Oberschicht über die mehrheitlich romanische Sprachen sprechende Bevölkerung. Erst später eroberten diese Kleinkönigreiche bis 1492 die iberische Halbinsel von den muslimischen Mauren zurück. Die spanische Sprache hat deshalb zwei Superstrate, ein westgotisches und ein arabisches, wobei sich das westgotische Superstrat im modernen spanischen Vokabular auf ein paar wenige Wörter, Personennamen und Ortsnamen beschränkt, während die arabischen Spuren ungemein größer sind.

- Ähnlich ist die Situation in der portugiesischen Sprache. Diese hat ebenfalls ein kleines germanisches Superstrat von den Sueben, die sich im Nordwesten der iberischen Halbinsel festsetzten. Bedeutender ist dort das arabische Superstrat von den Mauren, die den Süden des Landes jahrhundertelang regierten. Der Unterschied der Einflüsse zwischen Norden und Süden bestimmt noch die Dialekte in Portugal. Der arabische Einfluss ist im Süden, in den Regionen Alentejo und Algarve, am deutlichsten spürbar. Der galicische Norden hingegen, der eigentliche Entstehungsort der portugiesischen Sprache, kam im 13. Jahrhundert zum Königreich Kastilien und war seitdem einem kastilischen Spracheinfluss ausgesetzt. Die galicische Sprache und die portugiesische Sprache sind zwei eigenständige Sprachen, die aber nah verwandt sind. Dem Galicischen fehlt das arabische Superstrat, arabische Wörter sind dort nur über das kastilische Superstrat in die Sprache gekommen.

- Die ehemals römische Provinz Britannien (ihre gesprochene Sprache war die Substratsprache) wurde im 5. Jahrhundert von den Angelsachsen erobert und besiedelt. Das vorher dort gesprochene Vulgärlatein verschwand und die keltischen Sprachen wurden an den Rand der britischen Insel gedrängt. Im Jahr 1066 wurde das angelsächsische England jedoch von den altfranzösisch sprechenden Normannen erobert, die sich nun als zahlenmäßig schwache jedoch militärisch starke Oberschicht über die bäuerliche angelsächsische Bevölkerung setzte. Längere Zeit sprachen beide Bevölkerungsgruppen jeweils ihre eigene Sprache. Mit der Zeit gaben jedoch die Normannen ihr Altfranzösisch immer mehr auf und erlernten die germanische Sprache ihrer Untergebenen. Gleichzeitig nahmen die Angelsachsen immer mehr französische Formen von den Normannen an. Das normannisch-altfranzösische Superstrat im Englischen ist deshalb besonders ausgeprägt. Die moderne englische Sprache hat dadurch sehr viele ursprünglich französische Wörter und Formen, für die häufig daneben entsprechende ursprünglich angelsächsische Worte existieren. Meist wird die französische Wortform eher in gehobener Sprache und amtlich verwendet, während umgangssprachlich eher die angelsächsischen Begriffe benutzt werden. Oft gibt es für ein Objekt zwei Begriffe, einen ursprünglich angelsächsischen und einen ursprünglich altfranzösischen, die jedoch meist einen unterschiedlichen Bedeutungsschwerpunkt haben (house/mansion, freedom/liberty, holidays/vacation, pig/pork, cow/beef, big/large).